# N900iG
FOMA N900iG（フォーマ・エヌ きゅう まる まる アイ・ジー）は、NECによって開発された、NTTドコモの第三世代携帯電話 (FOMA) 端末製品である。

## 概要
N900iGは、N900iをベースにGSM、GPRS、W-CDMAといった海外の通信方式に対応させた折りたたみ式端末。国際ローミングサービス WORLD WING を利用できる。
初代ハイエンドFOMAであるN900iには N900iS、N900iL といった派生製品が存在するが、それらとは外観上の相違点が多い。形状は折りたたみ式であるが、アークラインではない。背面のカメラは124万画素 νMaicovicon を採用し、ヒンジ部分近くに配置。松下電器産業が開発したνMaicoviconを搭載した初のモデルとなった。サブディスプレイは N901iS 相当の1インチTFT液晶を搭載する。カラーバリエーションはオーシャンブルーの一種類のみ。青と銀とのツートンカラーである。 
国内はもちろん、外国でもFOMAのサービスがそのまま利用できる、ハイエンド(9シリーズ)初の国際ローミング対応端末である。ただし9シリーズすら初期のため待ち受け時間がたいして長くなかったうえ、国際ローミングにも対応させたことから連続待受時間が150時間と非常に短い。これに続くNTTドコモ(以下 ドコモ)の国際ローミング対応端末がしばらく販売されなかったこともあり、長きにわたって販売された。また、WORLD WING用レンタル機としても広く導入され、多くの海外渡航者に利用された。2006年にはSIMPUREシリーズやM702iG、N902iS(GSMには非対応)といったローミング対応端末が続々とリリースされ、N900iGはレンタルサービス低下で退役し2008年6月には、N705iに置き換えられる。 
しばらくの間は、9シリーズでのGSMの国際ローミングに対応している端末は本機のみであったが、2007年に登場したN905iをはじめとする905iシリーズの登場によりその役割を終える事となった。

## 歴史
- 2004年8月10日 - 電気通信端末機器審査協会 (JATE) による審査を通過（認定番号: A04-0400001）
- 2004年12月25日 - 発売開始
- 2008年6月 - レンタル終了（N705iに返却され次第順次置き換え）